# Palm Beach (Nova Gales do Sul)
Palm Beach é um subúrbio à beira-mar no norte de Sydney, no estado da Nova Gales do Sul, na Austrália, situado a 41 quilômetros ao norte do distrito empresarial central de Sydney, na área do governo local do Conselho de Praias do Norte. Palm Beach integra a região Praias do Norte. Em 2011, sua população era de 1 601 habitantes.